# العلاقات الإيطالية الكوبية
العلاقات الإيطالية الكوبية هي العلاقات الثنائية التي تجمع بين إيطاليا وكوبا.

## مقارنة بين البلدين
هذه مقارنة عامة ومرجعية للدولتين:
| وجه المقارنة                                              | إيطاليا                                                  | كوبا                              |
| --------------------------------------------------------- | -------------------------------------------------------- | --------------------------------- |
| المساحة (كم2)                                             | 301.34 ألف                                               | 109.88 ألف                        |
| عدد السكان (نسمة)                                         | 60.60 مليون                                              | 11.48 مليون                       |
| الكثافة السكانية (ن./كم²)                                 | 201.1                                                    | 104.48                            |
| العاصمة                                                   | روما، فلورنسا، تورينو                                    | هافانا                            |
| اللغة الرسمية                                             | اللغة الإيطالية                                          | اللغة الإسبانية                   |
| العملة                                                    | يورو، ليرة إيطالية                                       | بيزو كوبي، بيزو كوبي قابل للتحويل |
| الناتج المحلي الإجمالي (بليون دولار)                      | 1.93 تريليون                                             | 87.13 مليار                       |
| الناتج المحلي الإجمالي (تعادل القوة الشرائية) بليون دولار | 2.26 تريليون                                             |                                   |
| الناتج المحلي الإجمالي الاسمي للفرد دولار أمريكي          | 29.96 ألف                                                |                                   |
| الناتج المحلي الإجمالي للفرد دولار أمريكي                 | 35.46 ألف                                                |                                   |
| مؤشر التنمية البشرية                                      | 0.873                                                    | 0.769                             |
| رمز المكالمات الدولي                                      | +39                                                      | +53                               |
| رمز الإنترنت                                              | .it                                                      | .cu                               |
| المنطقة الزمنية                                           | توقيت وسط أوروبا، ت ع م+01:00، ت ع م+02:00، أوروبا/روما ‏ | 00                                |

## مدن متوأمة
في ما يلي قائمة باتفاقيات التوأمة بين مدن إيطالية وكوبية:
- ترتبط كاستل سان جيورجيو مع Mella, Cuba [الإنجليزية]‏ باتفاقية توأمة.
- ترتبط مقاطعة ساليرنو مع سانتياغو دي كوبا باتفاقية توأمة.
- ترتبط تاركوينيا مع Jaruco [الإنجليزية]‏ باتفاقية توأمة.
- ترتبط كورسيكو مع Regla [الإنجليزية]‏ باتفاقية توأمة.
- ترتبط نابولي مع سانتياغو دي كوبا باتفاقية توأمة منذ 3 مايو 1960.
- ترتبط باليرمو مع سانتياغو دي كوبا باتفاقية توأمة منذ 2005.
- ترتبط سافونا مع بايامو باتفاقية توأمة.
- ترتبط باري مع San Nicolás de Bari [الإنجليزية]‏ باتفاقية توأمة منذ 1987.[15][15]
- ترتبط فيورينزولا دردا مع كاماغواي باتفاقية توأمة.
- ترتبط نوفيلارا مع سانكتي سبريتوس باتفاقية توأمة.
- ترتبط Rialto, Liguria [الإنجليزية]‏ مع Cauto Cristo [الإنجليزية]‏ باتفاقية توأمة.
- ترتبط باريتو مع Cauto Cristo [الإنجليزية]‏ باتفاقية توأمة.
- ترتبط كولينيو مع ماتانزاس باتفاقية توأمة.
- ترتبط Ceriana [الإنجليزية]‏ مع Guisa [الإنجليزية]‏ باتفاقية توأمة.
- ترتبط Vaiano Cremasco [الإنجليزية]‏ مع بورتو بادريه [الإنجليزية]‏ باتفاقية توأمة.
- ترتبط سارماتو مع Sibanicú [الإنجليزية]‏ باتفاقية توأمة.
- ترتبط Cervo, Liguria [الإنجليزية]‏ مع Pilón, Cuba [الإنجليزية]‏ باتفاقية توأمة.

## منظمات دولية مشتركة
يشترك البلدان في عضوية مجموعة من المنظمات الدولية، منها:
| علم المنظمة | اسم المنظمة                   | تاريخ انضمام إيطاليا | تاريخ انضمام كوبا |
| ----------- | ----------------------------- | -------------------- | ----------------- |
|             | يونسكو                        | ?                    | 29 أغسطس 1947     |
|             | منظمة حظر الأسلحة الكيميائية  | ?                    | ?                 |
|             | منظمة التجارة العالمية        | 1995                 | ?                 |
|             | الاتحاد البريدي العالمي       | ?                    | ?                 |
|             | منظمة الشرطة الجنائية الدولية | ?                    | ?                 |
|             | الأمم المتحدة                 | 14 ديسمبر 1955       | 24 أكتوبر 1945    |
|             | الاتحاد الدولي للاتصالات      | 1866                 | 16 يناير 1918     |
|             | المنظمة الهيدروغرافية الدولية | ?                    | ?                 |

## أعلام
هذه قائمة لبعض الشخصيات التي تربطها علاقات بالبلدين:
- توماس ميليان (ممثل أمريكي، 3 مارس 1933[22] – 22 مارس 2017[22])
- داناي غارسيا (5 يوليو 1984 – )
- ديف لومباردو (16 فبراير 1965[23][24] – )
- ستيفن باور (ممثل أمريكي، 2 ديسمبر 1956[25][26][27] – )

## وصلات خارجية
- موقع وزارة الخارجية الإيطالية
- موقع وزارة الخارجية الكوبية